# Bayard (Iowa)
Bayard es una ciudad situada en el condado de Guthrie, en el estado de Iowa, Estados Unidos. Según el censo de 2000 tenía una población de 536 habitantes.

## Geografía
Según la Oficina del Censo de los Estados Unidos, la localidad tiene un área total de 1,23 km², la totalidad de los cuales corresponden a tierra firme.

## Demografía
Según el censo de 2000, había 536 personas, 221 hogares y 135 familias residiendo en la localidad. La densidad de población era de 434,34 hab./km². Había 244 viviendas con una densidad media de 196,3 viviendas/km². El 99,07% de los habitantes eran blancos, el 0,19% amerindios, el 0,19% asiáticos y el 0,56% pertenecía a dos o más razas. El 1,12% de la población eran hispanos o latinos de cualquier raza.
Según el censo, de los 221 hogares, en el 26,7 % había menores de 18 años, el 48,4% pertenecía a parejas casadas, el 9,5% tenía a una mujer como cabeza de familia, y el 38,5% no eran familias. El 35,7% de los hogares estaba compuesto por un único individuo, y el 23,5% pertenecía a alguien mayor de 65 años viviendo solo. El tamaño promedio de los hogares era de 2,29 personas, y el de las familias de 2,97.
La población estaba distribuida en un 24,1% de habitantes menores de 18 años, un 7,6% entre 18 y 24 años, un 19,6% de 25 a 44, un 19,4% de 45 a 64, y un 29,3% de 65 años o mayores. La media de edad era 44 años. Por cada 100 mujeres había 91,4 hombres. Por cada 100 mujeres de 18 años o más, había 81,7 hombres.
Los ingresos medios por hogar en la localidad eran de 24.444 dólares ($), y los ingresos medios por familia eran 32.344 $. Los hombres tenían unos ingresos medios de 27.143 $ frente a los 16.477 $ para las mujeres. La renta per cápita para la ciudad era de 13.073 $. El 23,2% de la población y el 16,8% de las familias estaban por debajo del umbral de pobreza. El 34,3% de los menores de 18 años y el 20,6% de los habitantes de 65 años o más vivían por debajo del umbral de pobreza.